# Miriam Pires
Miriam Pires, nome completo Miriam de Souza Pires (Rio de Janeiro, 1927 – Rio de Janeiro, 7 settembre 2004), è stata un'attrice brasiliana di teatro, cinema e TV.

## Biografia
Iniziò la carriera negli anni '40 a teatro, diretta da Pascoal Carlos Magno. Fece poi il suo debutto televisivo nel 1963, nella miniserie Nuvem de Fogo su TV Paulista. 
Fu nel cast di Ilusões Perdidas, la prima telenovela prodotta da Rede Globo.
Lavorò in alcune telenovelas diffuse anche in Italia, come Marina, Baila Comigo, Happy End e Figli miei, vita mia, l'unica dove ebbe il ruolo da protagonista.
Dal 1976 iniziò ad apparire anche sul grande schermo, col film Il fantasma del regime di Sylvio Back. Fu proclamata Migliore Attrice al Festival di Brasilia per la sua prova in Chuvas de Verao. Svolse il ruolo della madre del protagonista, interpretato da William Hurt, nella pellicola Il bacio della donna ragno di Hector Babenco.
Fu artisticamente attiva sino alla morte, avvenuta il 7 settembre 2004 presso la Clinica Bambina a Rio de Janeiro, dove si trovava ricoverata per toxoplasmosi. Aveva 77 anni. 

## Vita privata
Si sposò quattro volte e adottò una bambina. 